# Boon Edam
Koninklijke Boon Edam is een Nederlands bedrijf dat wereldwijd actief is met de productie van draaideuren en beveiligingstoegangen.
Het bedrijf is in 1873 opgericht als timmermanszaak in Amsterdam en in 1970 naar Edam verhuisd. Boon Edam heeft zich in de loop der jaren weten te ontwikkelen tot internationaal marktleider op het vlak van draaideuren en toonaangevend leverancier van beveiligingstoegangen. Wereldwijd heeft Boon Edam meer dan 1.300 werknemers in dienst in 20 landen en productiefaciliteiten in Nederland, de Verenigde Staten en China. Daarnaast heeft het bedrijf exclusieve distributeurs in meer dan 60 andere landen.
Boon Edam kreeg in 2004 ter gelegenheid van het 130-jarig bestaan het predicaat Koninklijk.